# René Unglaube
René Unglaube (* 6. November 1965 in Ost-Berlin) ist ein ehemaliger deutscher Fußballspieler.

## Karriere
Unglaube begann bei der BSG Motor Köpenick mit dem Fußballspielen, von wo er 1974 in die Jugend des 1. FC Union Berlin wechselte. Bei Union durchlief er alle Jugendmannschaften, bevor er im Mai 1985 in der DDR-Liga gegen die SG Dynamo Schwerin für die erste Männermannschaft debütierte. Am Ende der Saison 1984/1985 stieg er mit den Unionern in die DDR-Oberliga auf, wo er in den folgenden Jahren zum Stammspieler avancierte.
Die größten sportlichen Erfolge mit Union feierte Unglaube im Jahr 1986: Neben einem überraschend guten siebten Rang, erreichten die „Eisernen“ das FDGB-Pokal-Finales gegen den 1. FC Lokomotive Leipzig (welches 1:5 verloren ging) und gewannen im Intertoto-Pokal ihre Gruppe. In den folgenden zwei Jahren spielte der Verein dagegen gegen den Abstieg, welcher 1988 erst in letzter Minute verhindert werden konnte. Unglaubes Zeit bei Union endete in der Folgesaison, als er im November 1988 in den Wehrdienst der NVA eingezogen wurde. Sein letztes Pflichtspiel bestritt er am 12. Oktober gegen den HFC Chemie. Für den 1. FC Union Berlin lief Unglaube von 1985 bis 1988 in insgesamt 88 Pflichtspielen auf und erzielte dabei elf Tore.
Während seiner Armeezeit spielte Unglaube beim DDR-Ligisten FC Vorwärts Frankfurt. Dort absolvierte er in insgesamt 21 Ligaspiele und erzielte ein Tor. Mit den Frankfurtern verpasste er 1988/1989 den direkten Wiederaufstieg in die Oberliga. Als dieser Vorwärts 1990 gelang, war Unglaube nicht mehr im Kader, da er im Herbst 1989 kurz nach dem Fall der Berliner Mauer nach Berlin (West) ausreiste. Trotzdem hatte er mit sieben Ligaeinsätzen (ohne Torerfolg) seinen Anteil am Aufstieg der Frankfurter. Außerdem lief er einmal im FDGB-Pokal für Vorwärts auf.
Nach dem Mauerfall schloss er sich dem Berliner Zweitligisten Hertha BSC an. Sein erstes Spiel für Hertha war ein Freundschaftsspiel gegen seinen alten Klub Union am 27. Januar 1990. Mit Hertha gelang ihm im selben Jahr der Aufstieg in die Bundesliga. Dort konnte sich der Verein aber nicht halten und stieg 1991 wieder ab. Unglaube wechselte daraufhin zur SG Wattenscheid 09, um so in der ersten Liga zu bleiben. Für Hertha bestritt Unglaube 20 Spiele in der ersten (vier Tore) und fünf Spiele in der zweiten Liga (ein Tor).
Nach einem Jahr verließ er Wattenscheid wieder Richtung Berlin, da er mit 14 Einsätzen (und einem Torerfolg) nicht über den Status eines Ergänzungsspielers hinauskam. In Berlin ging er dieses Mal zu Tennis Borussia Berlin. Mit den Borussen erreichte er 1993 in der Oberliga Nordost-Nord den ersten Platz und damit die Aufstiegsrunde zur 2. Bundesliga. Dort wurden die Borussen zwar sportlich vom 1. FC Union Berlin geschlagen, stiegen aber trotzdem auf, nachdem Union aufgrund finanzieller Unregelmäßigkeiten die Lizenz entzogen wurde. In der Folgesaison wurde TeBe aber abgeschlagen Letzter.
Unglaube beendete danach aufgrund von Verletzungsproblemen (er hatte zwei Kreuzbandrisse hinter sich) seine Karriere. Für TeBe konnte er aufgrund dessen in zwei Jahren nur 20 Ligaspiele bestreiten (drei in der zweiten, 17 in der Regionalliga), in denen ihm vier Tore gelangen (alle in der Regionalliga). Zum Ende der Saison 1994/1995 kam er noch einmal beim Berliner Verbandsligisten SC Gatow zum Einsatz, konnte aber nicht dessen Abstieg in die Landesliga verhindern. Danach beendete der Sportinvalide seine aktive Karriere endgültig.
Nach der medizinischen Rehabilitation machte er eine dreijährige Ausbildung zum Reiseverkehrskaufmann. Da ihm die Arbeit in einem Reisebüro nicht zusagte, ist er seit 2009 Stadtführer beim Berliner Stadtrundfahrtsbüro.